# روابط آلمان و اسرائیل

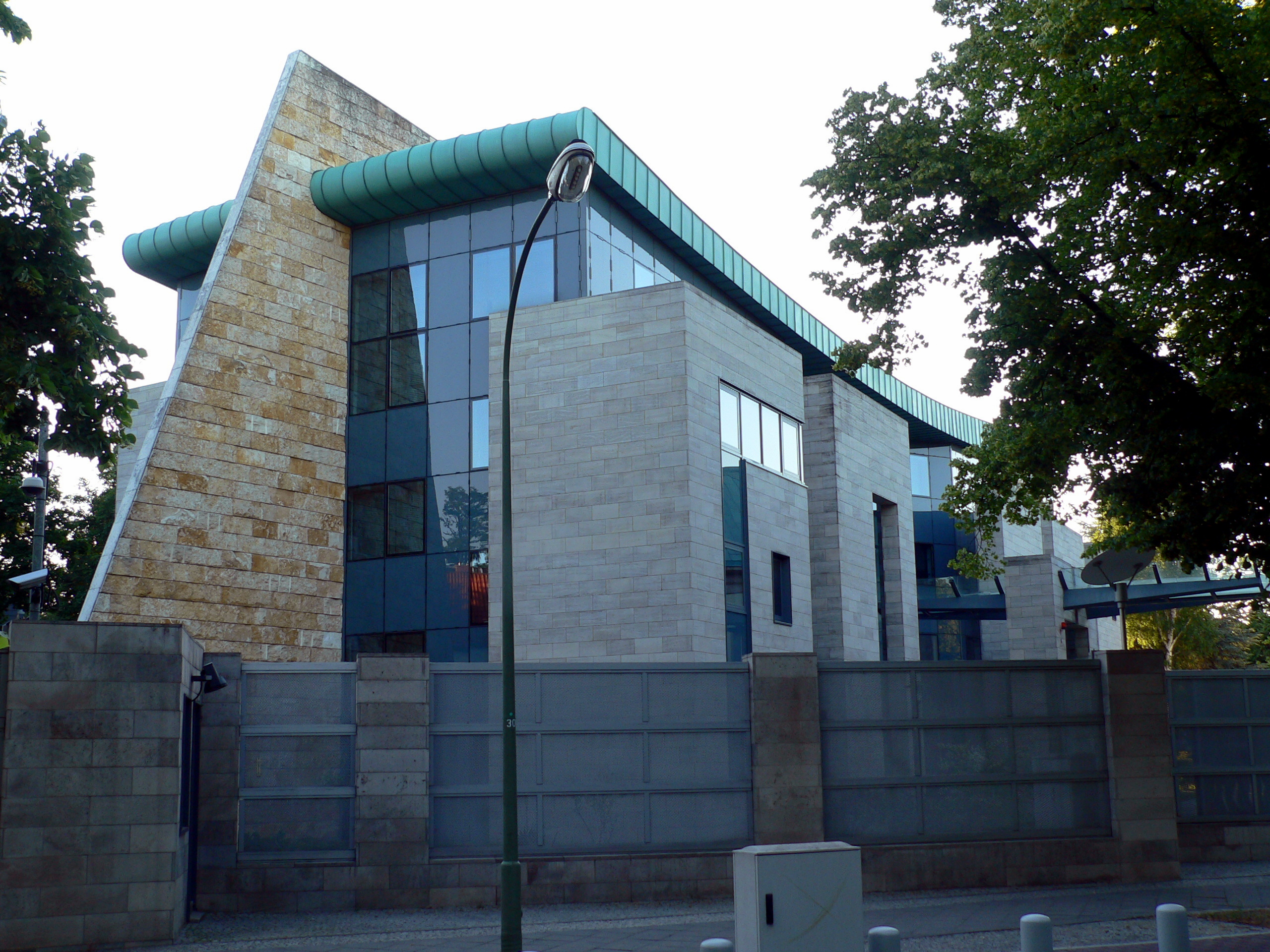
سفارت اسرائیل در برلین، آلمان

روابط آلمان و اسرائیل (آلمانی: Deutsch-israelische Beziehungen ; عبری: יחסי גרמניה-ישראל‎) روابط دیپلماتیک بین جمهوری فدرال آلمان و دولت اسرائیل است. پس از پایان جنگ جهانی دوم و هولوکاست، با پیشنهاد آلمان‌غربی در سال ۱۹۵۲ برای پرداخت غرامت به اسرائیل روابط منجمد بین دو کشور به تدریج آب شد و روابط دیپلماتیک بین دو کشور در سال ۱۹۶۵ به‌طور رسمی برقرار شد. با این وجود، بدگمانی عمیق نسبت به مردم آلمان تا سال‌ها پس از آن، در اسرائیل و جوامع یهودی در سراسر جهان باقی ماند. روابط بین آلمان‌شرقی و اسرائیل هیچگاه تحقق نیافت. اسرائیل و آلمان اکنون «روابط ویژه» مبتنی بر باورهای مشترک، ارزش‌های غربی و آمیخته‌ای از چشم‌اندازهای تاریخی را برقرار کرده‌اند. از جمله مهم‌ترین عوامل در روابط بین آنها، نسل‌کشی یهودیان توسط آلمان نازی در اروپا در طی هولوکاست است.

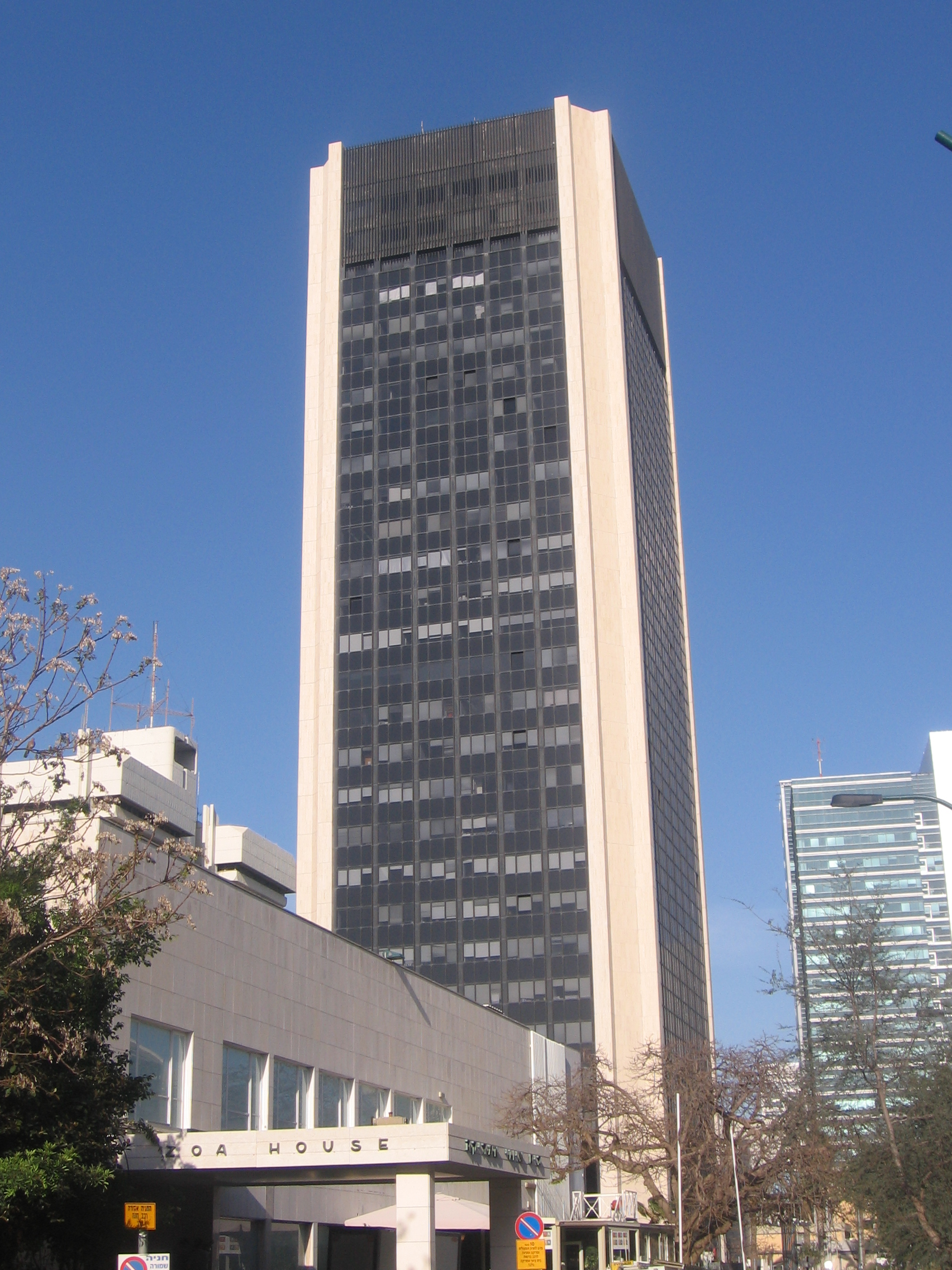
سفارت آلمان، تل‌آویو

آلمان از طریق سفارت خود در تل‌آویو و کنسول‌های افتخاری در ایلات و حیفا در اسرائیل نمایندگی دارد. اسرائیل از طریق سفارت این کشور در برلین و سرکنسولگری آن در مونیخ، در آلمان نمایندگی دارد. هر دو کشور عضو کامل سازمان همکاری و توسعه اقتصادی و اتحادیه مدیترانه هستند.

## تاریخچه
توافق‌نامه جبران خسارت
در اوائل دهه ۱۹۵۰، مذاکرات میان داوید بن گوریون، نخست‌وزیر اسرائیل و رئیس کنفرانس دعاوی یهودیان، ناحوم گلدمن و صدر اعظم آلمان‌غربی، کنراد آدناوئر شروع شد. به خاطر حساسیت در مورد موضوع پذیرش خسارت، این تصمیم در کنست اسرائیل به شدت مور بحث قرار گرفت. در سال ۱۹۵۲، توافق جبران خسارت مابین اسراییل و آلمان غربی امضاء شد. تا سال ۲۰۰۷، آلمان در مجموع مبلغ ۲۵ میلیارد یورو بابت غرامت به دولت اسرائیل و بازماندگان هولوکاست اسرائیلی پرداخت کرد.

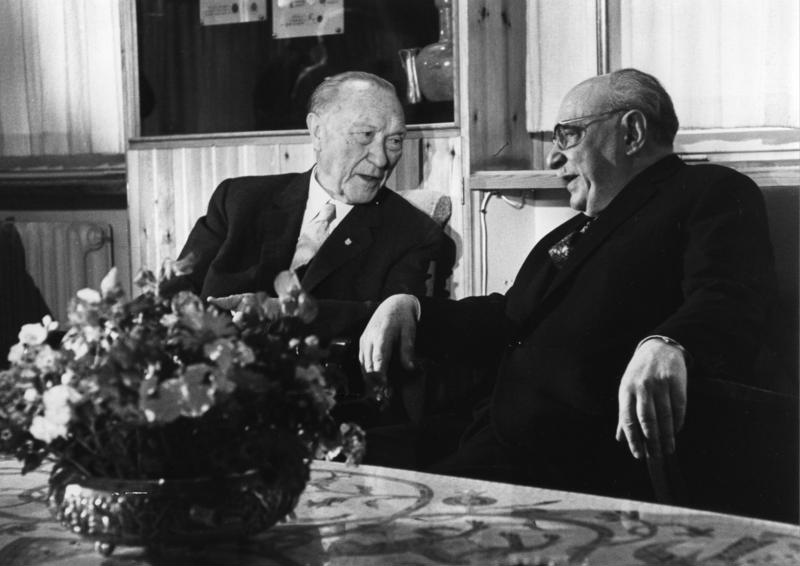
کنراد آدناوئر در دیدار با زالمان شائزیر در اسرائیل

در سال ۱۹۵۰، هرمان ماس (Hermann Maas) اولین فرد آلمانی بود که به صورت رسمی به اسرائیل دعوت شد. بعد از آن، پانزده سال زمان برد تا آلمان‌غربی و اسرائیل در روز ۱۲ مه ۱۹۶۵، روابط دیپلماتیک برقرار کردند. از آن به بعد، به‌طور مرتب بازدید دولتی متقابل صورت می‌پذیرد، هرچند سال‌های زیادی این روابط تحت تأثیر این واقعیت بود که یهودیان داخل و خارج اسرائیل نتوانسته بودند بدگمانی عمیق خود به آلمان و مردم این کشور را کنار بگذارند. رومان هرتسوگ، رئیس‌جمهور آلمان اولین دیدار رسمی خود از کشوری بیرون از اروپا را در سال ۱۹۹۴ از اسرائیل انجام داد. ایهود باراک، نخست‌وزیر اسرائیل اولین رهبر دولت خارجی بود که بعد از تغییر مکان استقرار دولت آلمان از بن در سال ۱۹۹۹، در برلین مورد پذیرش قرار گرفت. گرهارد شرودر، صدراعظم آلمان در ماه اکتبر ۲۰۰۰ از اسرائیل بازدید کرد. در سال ۲۰۰۵، چهلمین سالگرد برقراری روابط دیپلماتیک بین دو کشور، هورست کوهلر رئیس‌جمهور آلمان و موشه کاتساو رئیس‌جمهور سابق اسرائیل بازدیدهای دولتی بین دو کشور انجام دادند.

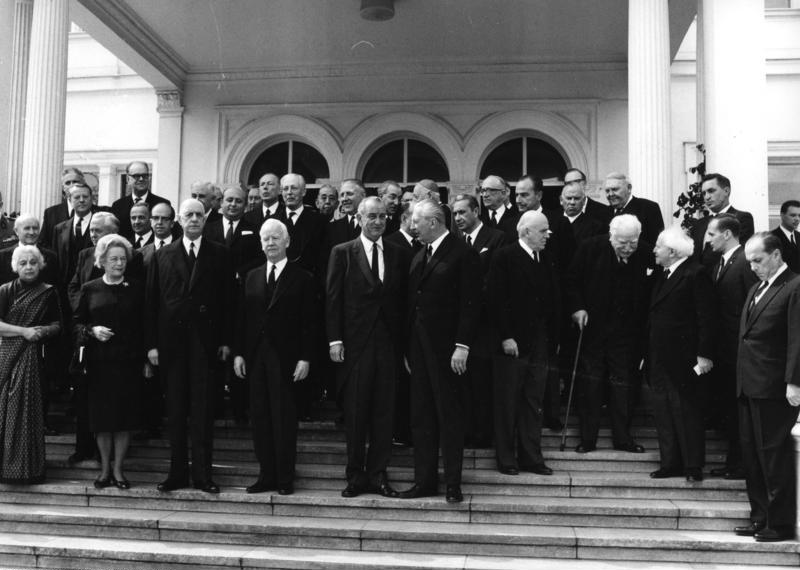
حضور داوید بن گوریون و کورت گئورگ کیزینگر در مراسم خاک‌سپاری آدناوئر در بن، سال ۱۹۶۷

دو کشور، شبکه‌ای از ارتباطات پارلمانی، سازمان‌های دولتی و مردم‌نهاد، همچنین پیوندهای استراتژیک و امنیتی ایجاد کردند. در روز ۳۰ ژانویه ۲۰۰۸، سخنگوی آنگلا مرکل صدراعظم آلمان اعلام کرد که در ماه مارس ۲۰۰۸، به افتخار شصتمین جشن سالگرد ایجاد اسرائیل، کابینه دولت‌های آلمان و اسرائیل با یکدیگر دیدار خواهند کرد. اولین بار بود که کابینه دولت آلمان با کابینه دولت کشور دیگری در خارج از اروپا دیدار می‌کرد. پیش‌بینی گردیده بود که این نشست مشترک به بک رویداد سالانه تبدیل شود. در روز ۱۷ مارس ۲۰۰۸، مرکل با توجه به شصتمین سالگرد ایجاد اسراییل، یک دیدار سه روزه از این کشور انجام داد. مرکل و ایهود اولمرت نخست‌وزیر اسرائیل، توافق‌نامه‌هایی در گستره‌ای از طرح‌ها در بخش آموزش، محیط‌زیست و دفاع امضاء کردند. در روز ۱۸ مارس ۲۰۰۸، مرکل طی یک سخنرانی بی‌سابقه در کنست، حمایت خود از دولت یهود را عنوان کرد. در ماه ژانویه ۲۰۱۱، مرکل از اسرائیل بازدید کرد و با نخست‌وزیر بنیامین نتانیاهو و رهبر حزب اپوزیسیون کادیما، تسیپی لیونی دیدار داشت. در ماه فوریه ۲۰۱۱، نتانیاهو با مرکل تماس گرفت تا در مورد رای آلمان در شورای امنیت سازمان ملل متحد برای طرح فلسطین در جهت طرفداری از اسرائیل گفتگو کند. از قرار معلوم مرکل به نتانیاهو گفت، به علت عدم هیچ عملکرد مثبتی از طرف اسرائیل برای پیشرفت صلح، او ناامید شده است. برای رفع کدورت، از نتانیاهو برای بازدید از برلین در اواسط ماه مارس ۲۰۱۱ دعوت به عمل آمد.
در ماه سپتامبر، مرکل از اسرائیل به خاطر شهرک‌سازی در اورشلیم انتقاد کرد و گفت مجوزهای جدید خانه‌سازی، تردیدهای ایجاد شده در مورد آمادگی اسرائیل برای گفتگو با فلسطینی‌ها را برجسته می‌سازد.
آلمان جزو ۱۴ کشوری قرار داشت که در ماه اکتبر ۲۰۱۱، وفق مفاد طرح فلسطین ۱۹۴، علیه عضویت فلسطین در یونسکو رای داد.
در ماه مارس ۲۰۲۲، صدراعظم جدید آلمان، اولاف شولتس اولین بازدید رسمی خود از اسرائیل را انجام داد.

## تجارت

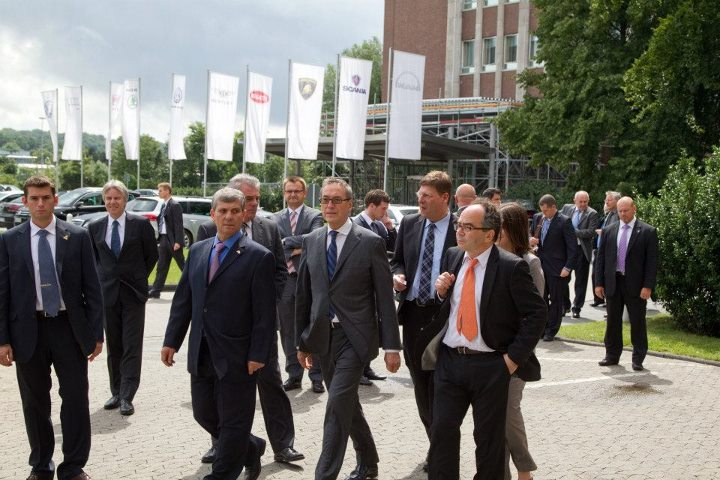
دیدار شالوم سیمهون، وزیر بازرگانی اسرائیل با مقامات آلمانی

آلمان بزرگ‌ترین شریک تجاری اسرائیل در اروپا و دومین شریک تجاری مهم اسرائیل پس از ایالات متحده است. واردات اسرائیل از آلمان سالانه حدود ۲٫۳ میلیارد دلار است، در حالی که اسرائیل چهارمین شریک تجاری آلمان در منطقه شمال آفریقا و خاورمیانه است.